# Gilgit-Baltistán
Gilgit-Baltistán (urdsky گلگت بلتستان, Gilgit Baltistān), dříve Severní oblasti (urdsky شمالی علاقہ جات, Šimālī ˀilāqah jāt, anglicky Northern Areas) je název jedné z Pákistánem ovládaných částí Kašmíru (druhou je Ázád Kašmír). Na severu sousedí s Afghánistánem, na severovýchodě s Čínou, na jihovýchodě s indickým státem Džammú a Kašmír, na jihu s Ázád Kašmírem a na západě s Chajbar Paštúnchwou. Jako jednotně spravované území vznikly Severní oblasti v roce 1970. V systému správního členění Pákistánu zaujaly místo na úrovni provincie, ale neměly stejný status a podléhaly přímo federální vládě. V roce 2009 byly přejmenovány na Gilgit-Baltistán a dostalo se jim určité autonomie.
Hlavním administrativním centrem je město Gilgit. Rozloha činí zhruba 72 971 km² a počet obyvatel se odhaduje na jeden milion.